# 한반도 분쟁
한반도 분쟁(韓半島 紛爭, 영어: Korean conflict)은 대한민국 과 조선민주주의인민공화국의 분단에 기초한 분쟁으로, 양국 모두 한반도 전체에 대한 영유권을 주장하고 있다. 냉전 시기에 북한은 소련, 중화인민공화국을 비롯한 여러 공산국가들의 지지와 지원을 받았으며, 대한민국은 미국과 미국의 동맹국과 UN의 지원을 받았다. 1945년에 종결된 제2차 세계 대전 이후 한반도 분단이 발생했고, 긴장은 1950년의 6.25전쟁이 발발하며 폭발했다.
휴전 이후 양국은 모두 폐허가 되었지만 분단 상태는 여전히 유지되었다. 휴전을 하였지만 양측은 간헐적인 군사적 충돌과 대치가 이어졌다. 1989년부터 1991년 사이에 동구권이 붕괴되고 세계적으로 냉전의 종식을 뜻하는 데탕트 분위기에도 불구하고 양측의 분쟁은 이어졌다. 미국은 북한을 견제하기 위해 남한에 군대를 주둔시켰다. 1997년 미국 대통령 빌 클린턴은 한반도에서 일어나는 일련의 사건을 냉전의 마지막 전쟁으로 비유했다. 2002년 미국 대통령 조지 W. 부시는 북한을 악의 축으로 규정했다.
한편 역대 정권을 거치며 양측은 때로 우호관계로의 노력이 없었던 것은 아니다. 박정희 정부 시절 7·4 남북 공동 성명을 발표하였으나 원론적인 수준을 벗어나지 못하였고, 노태우 정부 들어 남북 기본합의서를 통해 상호협력의 물꼬가 트이기 시작했다. 김영삼 정부 때는 남북정상 간 회담이 추진되었는데 성사되지 못했다가 김대중 정부 때 최초로 남북정상회담이 성사돼 6·15 남북 공동선언을 발표하며 대전환을 이루었다. 노무현 정부에서도 정상회담을 하며 10·4 남북정상선언을 선포하였다. 문재인 정부에서 2018년 동계 올림픽의 북한 참여, 남북정상회담을 거쳐 판문점 선언을 통해 관계 개선을 모색하기도 하였지만 현재도 분쟁은 여전히 종식되지 않았다.

## 배경
1910년, 대한제국은 일본 제국에 의해 병합되었다. 그리고 수많은 민족주의 등 독립단체들은 식민지가 된 본국에서는 불가능 한 독립투쟁을 위하여 중국을 중심으로 해서 대부분은 해외에서 설립하게되었다. 따라서 다양한 관점과 접근 방식으로 단일된 민족 운동을 벌이는데는 어려움이 있었다. 그러나 공화주의 혁명가 예관 신규식 선생에 의하여 중국에 본부를 둔 대한민국 임시정부를 건립했으며 이어서 1921년 11월 중국에게 승인을 받았으나 창조파의 주도로 분열이 일어나는 등 국제적인 승인을 받는데 어려움이 있었다. 한반도의 독립을 위해 수많은 지도자들이 등장했다. 미국에서 교육을 받은 이승만은 미국 정부에 도움을 요청했고, 공산주의자인 김일성은 1930년대부터 한반도 북부와 가까운 만주 지역에서 항일전을 펼쳤다.
1919년 2월 1일 대한독립선언을 시작으로 2월 8일 동경 독립선언에 이은 한민족 최대의 독립 운동인 3·1운동에 이은 4월 11일 대한민국 임시정부 건립 후 수많은 독립무장단체와 독립단체가 설립되었다. 이들 중 신간회, 근우회, 대한민국 임시정부 등은 좌우 합작운동을 이룩하는데 성공했지만 창조파가 주도한 1923년 6월 새로운 임시정부 설립 추진 및 결국 노선 차이로 해소되거나 해산, 분열되는 경우가 많았다. 한국인들은 병합 이후 정치적 탄압과 일본 문화에 대한 복종 및 동화로 고충을 겪어야 했다.
히로시마·나가사키 원자폭탄 투하에 따라서 일본의 항복 이후 한반도 분단의 직간접적인 요소들이 발생하기 시작한다. 조선에 거주하던 일본인들에게 협조하였던 한국의 고위 계층, 즉 친일파들은 일본 제국주의에 협력했다는 이유로 기소되었다. 그리고 일본의 패망에 따라서 다양한 정치적 집단과 인물들이 한반도로 귀국하게 되었고, 다양한 진영과 단체들 간 긴장이 증가했다. 김구와 여운형 그리고 김좌진 같은 수많은 독립운동가들이 이러한 갈등에 휩쓸려 암살되었다.

## 한반도 분단
1945년 8월 9일, 소련 대일 참전으로 소련군은 만주와 한반도를 향해 진격했으며, 청진 상륙 작전 등 한반도 북부 지역으로 진입하기 시작한다. 연합군은 얄타 회담에서 소련의 선전포고를 동의했으나 미국 정부는 한반도 전역이 소련의 통제에 놓일 것을 우려했다. 미국 정부는 이에 소련군의 진격을 38선에서 제한하라고 요구했고, 서울을 포함한 38도선 이남은 소련의 영향권에 놓이지 않게 되었다. 더글라스 맥아더가 이를 명령 1호에 포함시켰다. 8월 15일 일본은 항복했고, 8월 24일 붉은 군대는 평양을 점령해 38선 이북에 소련 군정을 설립했다. 미군은 9월 8일 인천에 상륙해 서울에 미 군정청을 수립했다.
연합국은 신탁통치를 거친 후 한국을 독립시키기를 원했으나 한반도의 민족주의자들은 즉각적인 독립을 요구했다. 한편 전시기간 동안 미국과 소련의 협력 관계는 냉전이 시작되면서 급속히 악화되었다. 두 점령군은 그들의 편에 있던 정치인들을 결집시키고 적들을 소탕하려고 했다. 많은 독립운동가들이 대중적인 지지를 크게 얻지 못한채 귀국하고 있었다. 북한에서 소련은 공산주의자들을 지지했다. 1941년부터 소련군에서 복무한 김일성은 주요 정치 인물로 부상했다. 사회는 소련식으로 중앙화되었고 분배적으로 변했다. 남쪽의 정치 상황은 혼란스러웠지만 반공주의자였던 이승만이 중요한 정치인으로 부상했다.
결과적으로 양측 모두 무정부주의적 상태가 출현했지만 경제, 정치, 사회적으로는 완전히 다른 통치 기반이 마련되었다. 대한민국 1대 대통령 선거와 대한민국 1대 국회의원 선거가 1948년 5월 10일 열렸고, 대통령으로 이승만이 선출되었다. 1948년 8월 15일 대한민국 정부가 수립되었고, 9월 9일 조선민주주의인민공화국이 수립되어 김일성이 총리로 임명되었다. 이 두 정부의 출현은 한반도의 분단을 고착화시켰다. 소련군은 1948년 12월 10일 떠났고, 이틀 후 대한민국 정부는 유엔으로부터 한반도 유일의 합법 정부로 인정받았다. 1949년 미군이 한반도를 떠났지만 주한 미군 군사 고문단이 대한민국에 남아있었다. 두 정부는 국명 또한 달랐는데 북측은 조선이라는 국명을 채택했고, 남측은 대한이라는 이름을 채택했다.
두 정부는 서로가 한반도 유일의 정부라고 주장했고, 분단이 일시적인 것이라고 보았다. 김일성은 이오시프 스탈린과 마오쩌둥을 설득해 통일 전쟁을 준비했고, 이승만은 북진에 대한 열망을 포기하지 않았다. 1948년 북한은 남한으로 이어진 전기선을 모두 차단했다. 전쟁이 발발하기 직전까지 옹진군과 개성 일대를 비롯한 38도선 일대에서 국지적 분쟁이 발생했다.
이 시기 동안 여수·순천 사건과 제주 4·3 사건 등 남한에서는 다양한 반란이 일어나 탄압되었다. 한국 전쟁이 시작되기 전까지 약 10만 명 이상이 한반도 전역에서 사망했다.

## 한국 전쟁
1950년 6월 25일 새벽 조선민주주의인민공화국은 대한민국을 침공하며 대대적인 전쟁이 발발하였다. 제3차 세계대전으로의 확전을 막기 위해 세계 각국에서 참전하였고, 3년간에 밀고 밀리는 전쟁 끝에 1953년 7월 27일에 휴전을 하며 일단락되었다. 북한군이 부산 북쪽까지 밀고 들어오거나, 남한군이 북쪽의 압록강까지 진격하는 등 국경선이 지속해서 바뀌어 '톱니 전쟁'으로도 불린다. 

## 휴전 협정 체결
1953년 7월 27일에 해리슨 UN군 수석대표와 조선인민군, 중국인민군 남일 수석대표가 정전협정문에 서명하면서 한국 전쟁은 휴전 상태에 진입한다. 이는 향후 한반도에 발생하는 직간접적인 분쟁의 씨앗이 되었는데, 전쟁이 끝나지 않았기 때문이다.

## 현재
현재까지 종전 없이 70년째 이어져 오고 있으며, 휴전 협정이 무색하게 한반도 비무장 지대 및 접경지역에서는 크고 작은 군사적 충돌이 종종 발생하고 있다. 대표적으로 연평도 포격전과 서부전선 포격 사건 등 국지전 성격의 도발이 있다. 대북전단과 대남전단, 미사일 발사 실험 등 직간접적인 군사 도발도 산발적으로 이뤄지고 있다.

## 같이 보기
- 조선민주주의인민공화국의 역사
- 대한민국의 역사
- 남북통일
- 남북 관계